# Washburn Hot Springs
Koordinaten: 44° 45′ 57,8″ N, 110° 25′ 46,7″ W

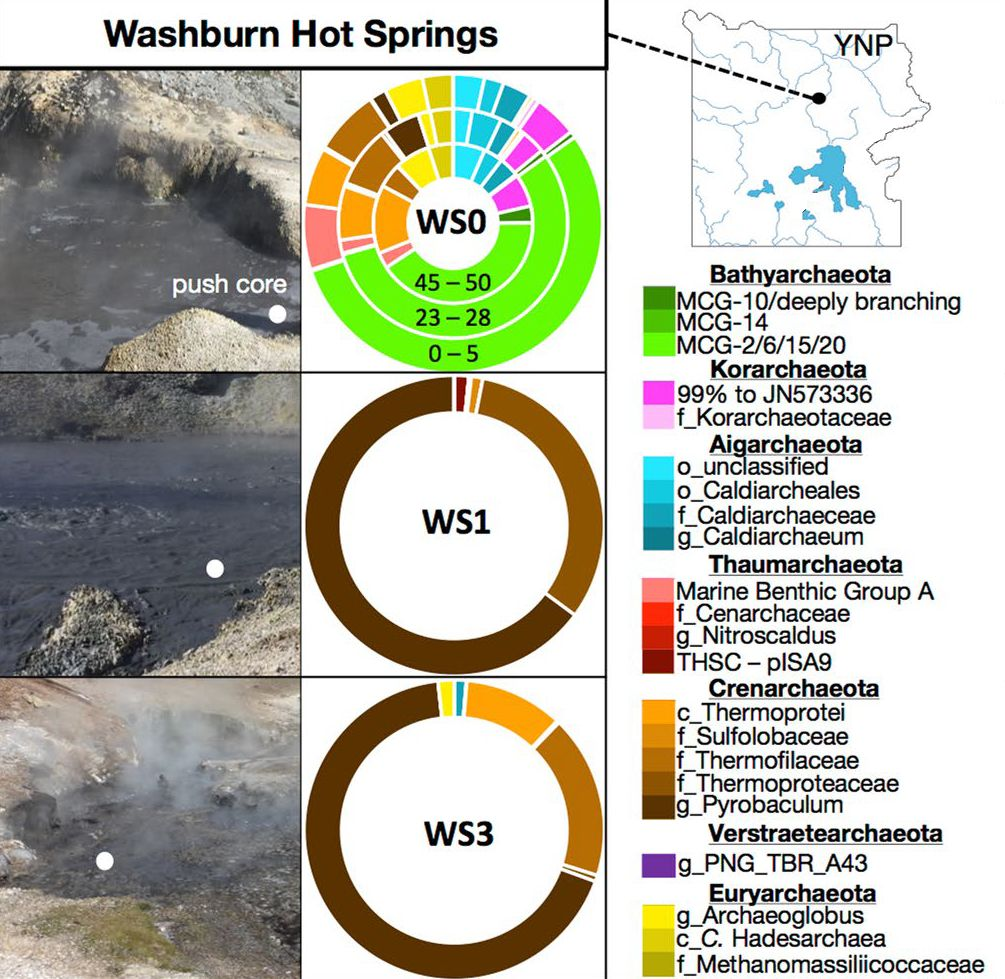
Die Einzelquellen WS0, WS1 und WS3 (Punkt: Ort der Probenentnahme). Dazu jeweils die Anteile der einzelnen Archaeen-Taxa; bei WS0 aus drei Tiefen (in cm).

Washburn Hot Springs (mit Akronym WB, WS oder WHS) ist ein ca. 2514 m hoch gelegenes Feld von heißen Quellen und stark säurehaltigen Schlammtöpfen im Yellowstone-Nationalpark. Es liegt in den Washburn Meadows nordwestlich oberhalb vom Yellowstone River und 3,5 km südlich unterhalb des Mount Washburn, dem höchsten Punkt in der Umgebung.
Das Gebiet entwässert u. a. über den Sulphur Creek (mit einem Haupt- und einem etwas südlicher gelegenen Südarm) in den Yellowstone River (im Abschnitt Seven Mile Hole).
Benannt sind diese Örtlichkeiten nach Henry Dana Washburn, dem Leiter der ersten systematischen Expedition in das Yellowstone-Gebiet.
Die Mitglieder der Washburn-Expedition von 1870 nannten dieses Gebiet Hell-Broth Springs ‚Höllenbrutquellen‘ wegen infernalischem Gestank und Geräuschkulisse (infernal looking smelling and sounding place). In Anlehnung an die höllische Nomenklatur wurden einzelne Thermalquellen in diesem Gebiet später als Devil's Cauldron ‚Teufelskessel‘ und Devil's Ink Pot ‚Teufelstintentopf‘ bezeichnet (Tom Carter).
Einen guten Überblick über das Gelände hat man vom ca. 2612 m hoch in einer Kurve an der Grand Loop Road im Abschnitt Washburn Range gelegenen Parkplatz Washburn Hot Springs Overlook, wo es auch Informationstafeln gibt. Das Gebiet ist fast vollständig von Nadelwald bedeckt, aber kahle Stellen zeigen vom Overlook aus die heißen Quellen, wo überhitztes Wasser entlang der Bruchlinien der Caldera hochkocht.
Durch den unteren Teil des Gebiets führt ein Fußweg (Sevenmile Hole Trail), ein weiterer kommt aus der Richtung des Mount Washburn herunter (Mount Washburn Spur Trail).
Zu den Quellen gehören neben den eigentlichen Washburn Hot Springs – darunter die Einzelquellen WS0, WS1 und WS3 – die etwas weiter unten gelegene Inkpot Spring.

## Klima
Das Klima ist boreal. Die Durchschnittstemperatur beträgt −1 °C, der wärmste Monat ist der Juli mit 15 °C, der kälteste der Dezember mit −15 °C. Die durchschnittliche jährliche Niederschlagsmenge beträgt 439 mm, der feuchteste Monat ist der Mai mit 70 mm Regen, der trockenste der Februar mit 24 mm.

## Chemische Beschaffenheit
Der Austritt von Schwefel bzw. Schwefelverbindungen ist bereits aus der Bezeichnung „Sulfur Creek“ ersichtlich und wird durch die olfaktorische Wahrnehmung der Washburn-Expedition wie auch von Besuchern dokumentiert.
Die Schlammtöpfe sind bekannt dafür, dass sie stark säurehaltig sind.
Außerdem wurden im Komplex der Washburn Hot Springs die höchsten natürlich vorkommenden Konzentrationen von Ammonium(NH4+) gemessen, nämlich 14,9 bis 42,7 mmol/ℓ (mᴍ) Ammonium-Stickstoff (Gooch & Whitfield 1888; Ball et al. 1998, im Washburn neutral inkpot).

## Mikrobielle Gemeinschaft
Die Beschreibung der mikrobiellen Gemeinschaft in den Washburn Hot Springs ist auf Archaeen als Spezialisten für derartig extreme Lebensbedingungen fokussiert.
Luke McKay et al. haben, wie 2017 veröffentlicht, die mikrobielle Gemeinschaft der Archaeen in einigen Einzelquellen der Washburn Hot Springs untersucht.
Zuvor war bekannt geworden, dass das Markergen mrcA für den anaeroben Methanzyklus (englisch anaerobic methane cycling) in Archaeen weiter verbreitet ist als zuvor angenommen. Der Fokus der Studie war daher zu prüfen, wie weit diese bei Bathyarchaeota und Verstraetearchaeota vorkommenden Gene in verschiedenen Habitaten verbreitet sind. Dazu wurden geochemisch unterschiedliche, aber vermutlich methanogene Regionen des Yellowstone Nationalparks untersucht, darunter das Heart Lake Geyser Basin (HL) und die Washburn Hot Springs. Tatsächlich wurden zwei tief verzweigte mcrA-Kladen der Bathyarchaeota bzw. ihrer Verwandtschaft identifiziert. Bathyarchaeota waren in WS0 dominierend, während in WS1 und WS3 verschiedene Familien der Thermoprotei („Crenarchaeota“) vorherrschten. Daneben gab es verschiedentlich auch Hinweise auf Korarchaeia („Korarchaeota“), Nitrososphaeria_A („Caldarchaeales“, „Augarchaeota“) und Methanobacteriati („Euryarchaeida“). Methanomethylicia („Verstraetearchaeota“) wurden dagegen mit ihren mcrA-Sequenzen recht häufig in der Heart-Lake-Quelle HL11, neben Methanomethylicia („Thaumarchaeota“).
Insbesondere wurde „Ca Methanodesulfokora washburnensis“ [früher „Ca. Methanodesulfokores washburnensis“], (Korarchaeia) erstmals als potenzieller Methanbildner per Metagenomik, d. h. durch MAGs (metagenome-assembled genomes) aus den Washburn Hot Springs identifiziert.
Neben diesem Referenzstamm MDKW wurde der Stamm LCB3 auch im Lower Culex Basin gefunden.
Zur Methanobacteriati-Familie Archaeoglobaceae gehört  „Ca.Methanomixotrophus dualis“ [früher „Ca. Methanomixophus dualitatem“] (Stamm [WYZ-]LMO3 alias LM03 und [WYZ-]LMO1).
Darüber lässt eine Untersuchung des neutralen Washburn Inkpots auf aktive mikrobielle Gemeinschaften schließen, die das dort reichlich vorkommende Ammonium oxidieren. Nitrat (NO3–) wurde nicht festgestellt, es wird angenommen, dass die Mikrobiellen Gemeinschaften in den Abflüssen Nitrat zu Distickstoffgas (N2) reduzieren. Eventuelles zu Nitrat oxidierte Ammonium könnte somit schnell oxidiert werden.